# Zápy
Zápy jsou městys v okrese Praha-východ ve Středočeském kraji. Leží pět kilometrů severovýchodně od okraje Prahy. Žije zde 947 obyvatel a katastrální území obce má rozlohu 876 ha.
Ve vzdálenosti tři kilometry severně leží město Brandýs nad Labem-Stará Boleslav, pět kilometrů východně město Čelákovice, dvanáct kilometrů východně město Lysá nad Labem a šestnáct kilometrů jižně město Český Brod. Sousedními obcemi sídla jsou Brandýs nad Labem-Stará Boleslav, Dřevčice, Lázně Toušeň, Nový Vestec, Svémyslice a Zeleneč.

## Historie
První písemná zmínka o městečku je z roku 1052. Roku 1950 získala obec vzniklá sloučením obcí Ostrov, Stránka a Zápy název Zápy. Součástí obce je i dnes již zaniklá ves Zípce. Názvy sloučených obcí se staly úředními názvy částí nové obce.

## Současnost
Zápy mají vybudovaný vodovod, kanalizaci i plynovod. Je zde i mateřská škola a sportovní hřiště. Kromě dobrovolných hasičů zde působí i rybářský spolek Mřenka, myslivci a zahrádkáři. Svoje středisko tady mají taky 2 oddíly Junáka.
Částečně zde probíhalo natáčení seriálu FTV Prima Slunečná.

## Obyvatelstvo
| Rok            | 1869 | 1880 | 1890 | 1900 | 1910 | 1921 | 1930  | 1950 | 1961 | 1970 | 1980 | 1991 | 2001 | 2011 | 2021 |
| -------------- | ---- | ---- | ---- | ---- | ---- | ---- | ----- | ---- | ---- | ---- | ---- | ---- | ---- | ---- | ---- |
| Počet obyvatel | 989  | 971  | 981  | 996  | 949  | 952  | 1 009 | 766  | 725  | 719  | 659  | 551  | 596  | 834  | 877  |
| Počet domů     | 122  | 126  | 133  | 143  | 151  | 159  | 200   | 211  | 200  | 209  | 208  | 230  | 221  | 248  | 294  |

## Správa městyse
Od 10. října 2006 byl obci vrácen status městyse.

### Územněsprávní začlenění
Dějiny územněsprávního začleňování zahrnují období od roku 1850 do současnosti. V chronologickém přehledu je uvedena územně administrativní příslušnost městyse v roce, kdy ke změně došlo:
- 1850 země česká, kraj Praha, politický okres Karlín, soudní okres Brandýs nad Labem[9]
- 1855 země česká, kraj Praha, soudní okres Brandýs nad Labem[9]
- 1868 země česká, politický okres Karlín, soudní okres Brandýs nad Labem[9]
- 1908 země česká, politický i soudní okres Brandýs nad Labem[10]
- 1939 země česká, Oberlandrat Mělník, politický i soudní okres Brandýs nad Labem[11]
- 1942 země česká, Oberlandrat Praha, politický i soudní okres Brandýs nad Labem[12]
- 1945 země česká, správní i soudní okres Brandýs nad Labem[13]
- 1949 Pražský kraj, okres Brandýs nad Labem[14]
- 1960 Středočeský kraj, okres Praha-východ[15]
- 1964 Středočeský kraj, okres Praha-východ, město Brandýs nad Labem-Stará Boleslav[16]
- k 16. únoru 1990 Středočeský kraj, okres Praha-východ[16]

### Části městyse
Obec Zápy má jedinou část, která leží na třech katastrálních územích:
- Ostrov u Brandýsa nad Labem
- Stránka u Brandýsa nad Labem
- Zápy

### Symboly městyse
Znak a vlajka byly městysi uděleny rozhodnutím předsedy Poslanecké sněmovny Parlamentu České republiky dne 28. listopadu 2000.

## Společnost

### Rok 1932
V městysi Zápy (623 obyvatel) byly v roce 1932 evidovány tyto živnosti a obchody: obchod s cukrovinkami, holič, 3 hostince, kapelník, kolář, středočeský konsum, 2 kováři, krejčí, 3 mlýny, 2 obuvníci, 2 pekaři, 3 řezníci, 2 obchody se smíšeným zbožím, spořitelní a záložní spolek, stavební podnikatelství, obchod se střižním zbožím, 2 trafiky, truhlář, obchod se zemskými plodinami.

## Pamětihodnosti
- kostel svatého Jakuba
- bývalé lázně
- tvrz
- tvrz Ostrov u Záp

## Osobnosti
- Pavel Stránský ze Záp (1583–1657), český exulantský spisovatel
- Jaroslav Honzátko (1923–1951), hrdina Pražského povstání, zavražděn Ctiradem Mašínem, který mu skautskou dýkou podřízl hrdlo.

## Doprava
Dopravní síť
- Pozemní komunikace – Okolo obce vede dálnice D10 s exitem 10 (Brandýs nad Labem). Obec protíná silnice II/101 v úseku Říčany – Úvaly – Brandýs nad Labem – Čelákovice.
- Železnice – Územím obce, konkrétně částí Kabelím prochází Trať 074 Čelákovice–Neratovice. Železniční stanice na území obce nejsou. Nejbližšími železničními stanicemi jsou Mstětice na trati 231 Praha–Lysá nad Labem–Kolín a Brandýs nad Labem-Zápská na trati 074 Čelákovice–Neratovice, obě vzdálené 3 km.

Veřejná doprava 2025
- Autobusová doprava – V obci měly zastávku příměstské autobusové linky 376 v trase Brandýs n.L.,nádr. - Zápy - Svémyslice - Radonice - Satalice - Kbely - Letňany a 408 v trase Brandýs n.L.,Pražská - Zápy - Svémyslice - Zeleneč - Šestajovice,Pražská - Nádraží Klánovice-sever.

## Fotogalerie

Zápy
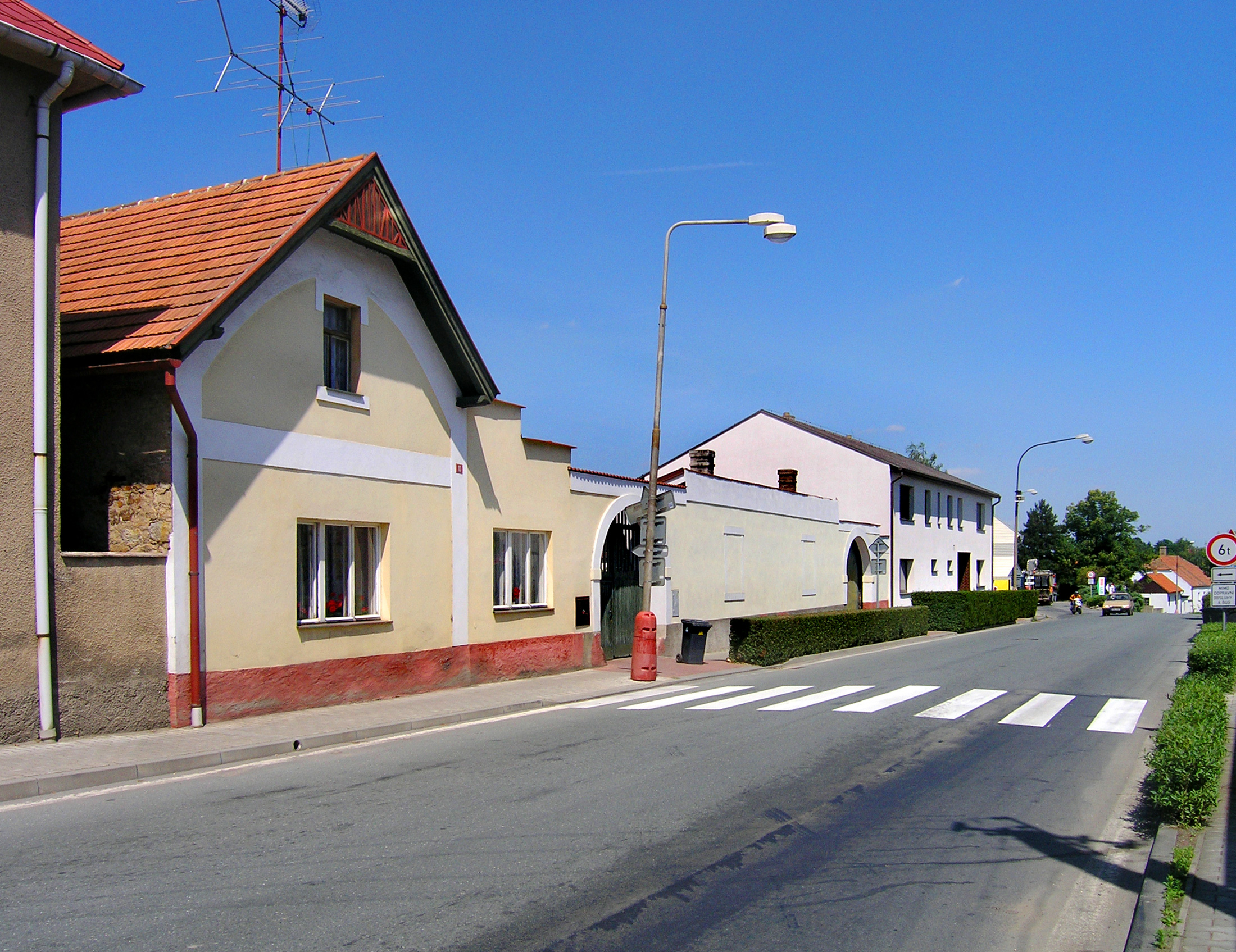
Hlavní ulice v centru
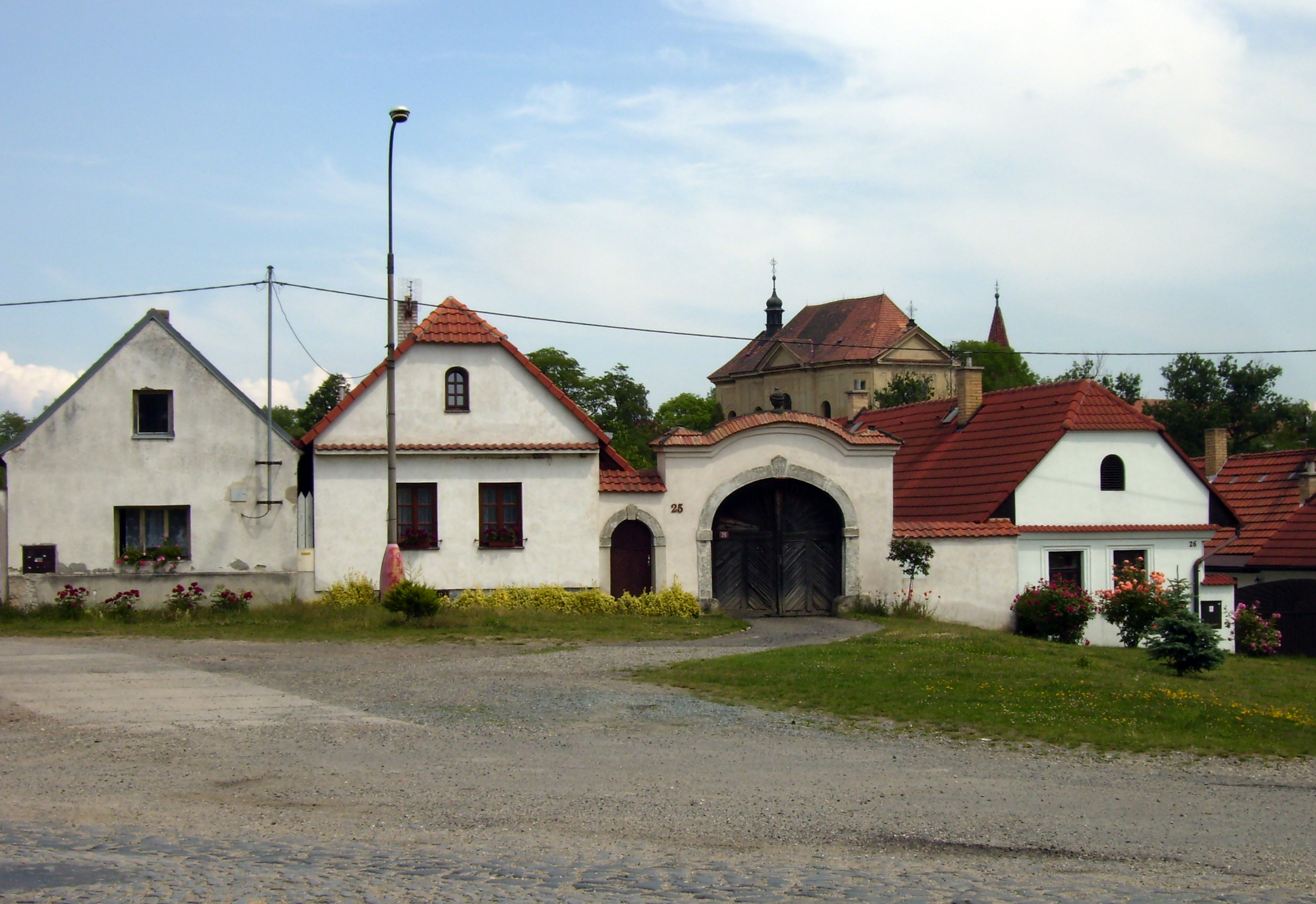
Náves v Zápech
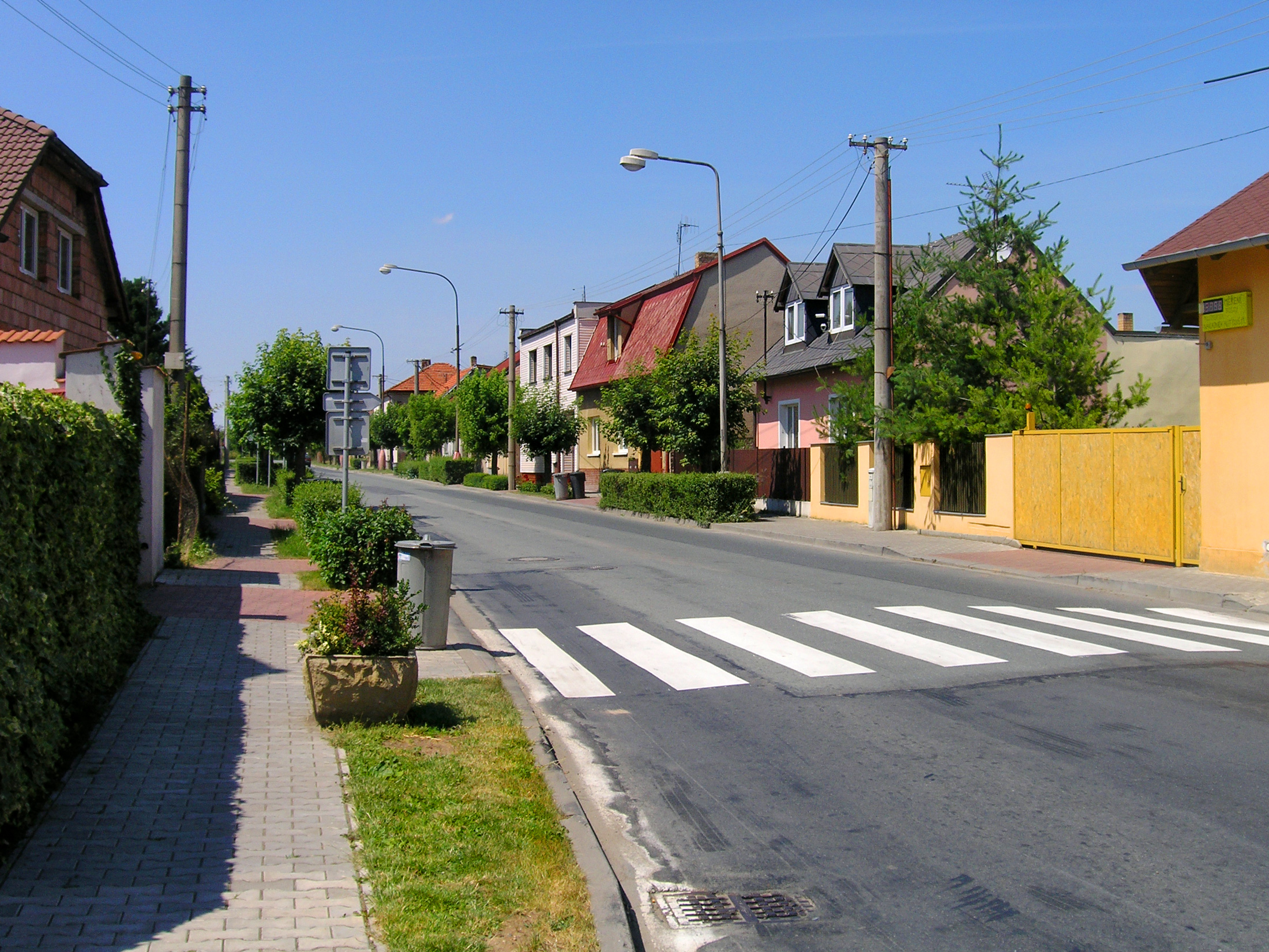
Silnice na Brandýs
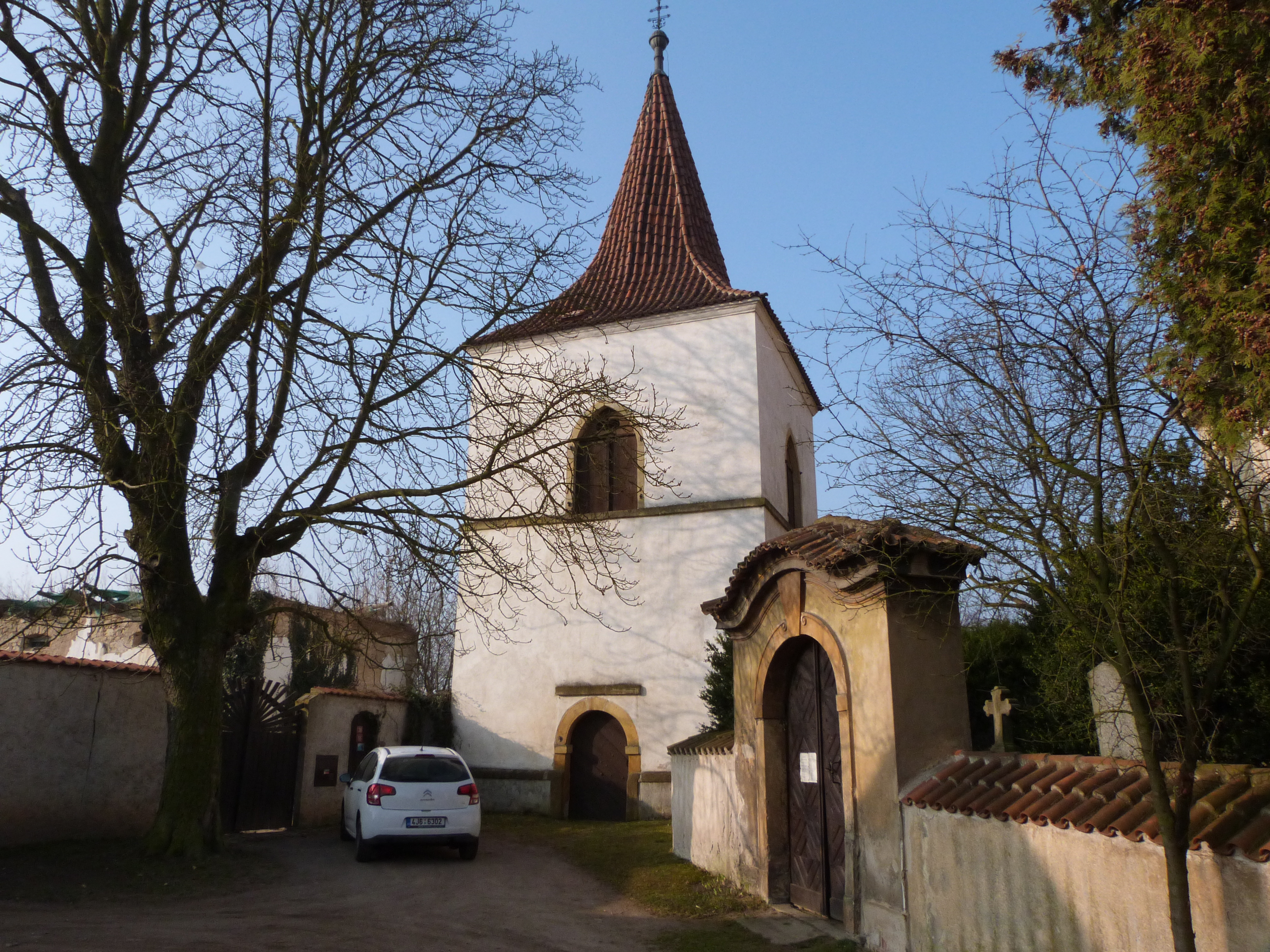
Zvonice kostela
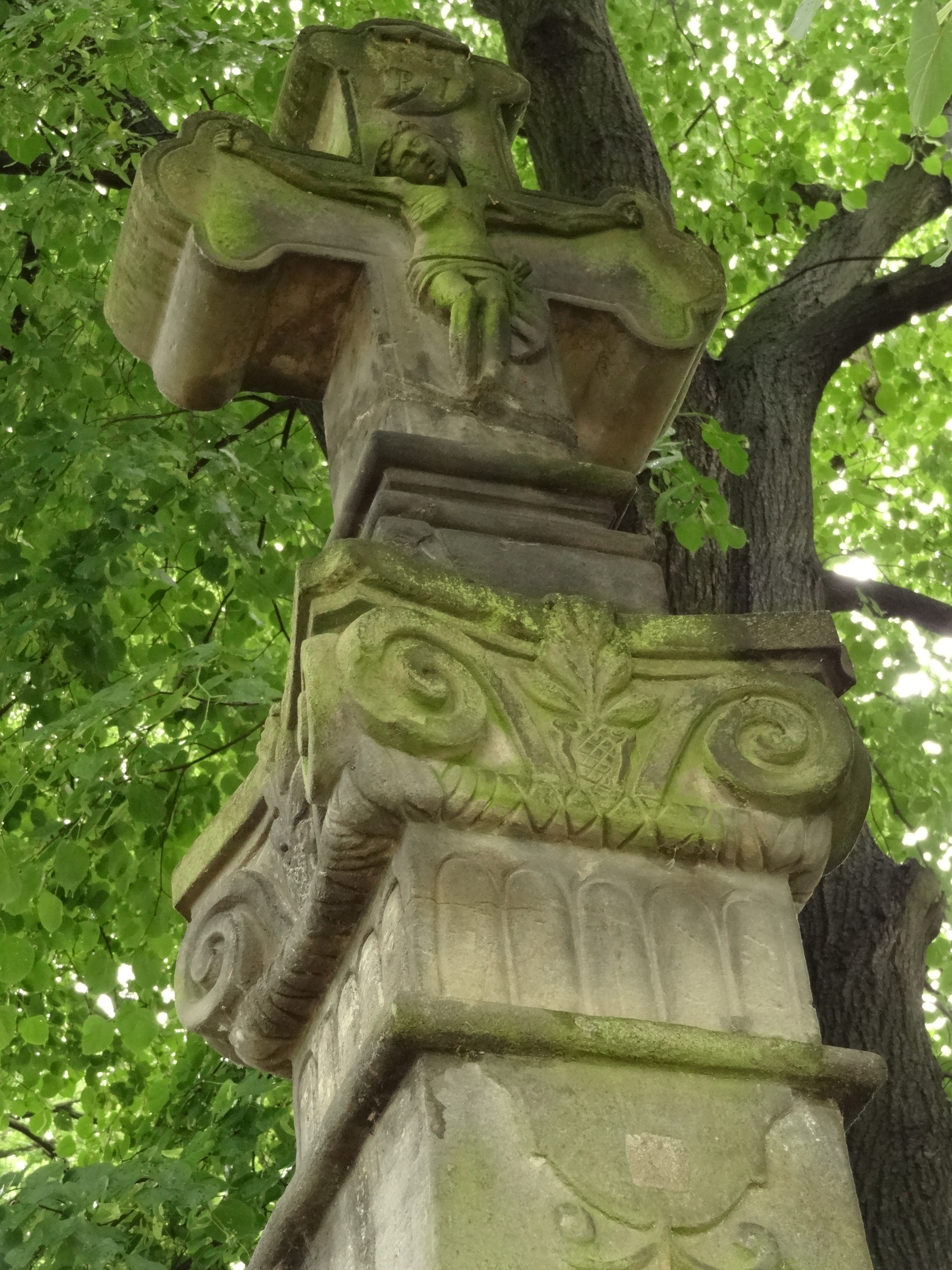
Procházkův kříž
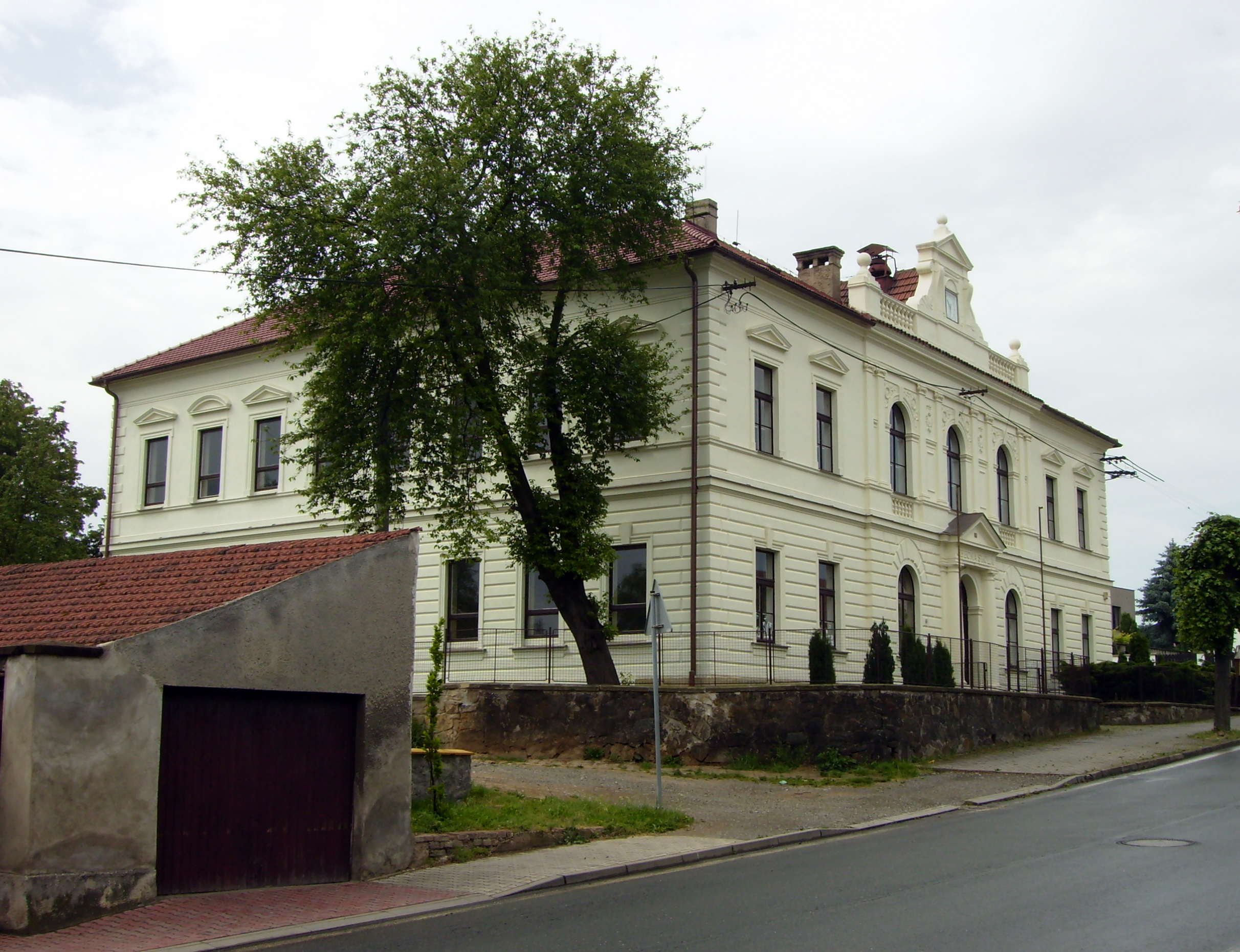
Škola